# Molusquicida
Los molusquicidas son plaguicidas utilizados para controlar los moluscos. p.ej.  caracoles.  Estas sustancias incluyen  metaldehidos, metiocarbono, sulfato de aluminio y azufre.  Deben emplearse  con precaución, ya que pueden ser perjudiciales para los animales que no son su objetivo.  No deben emplearse en la jardinería orgánica ni en agricultura ecológica.
En jardinería se emplean productos sobre la base de metaldehido, ya que es el único producto específico selectivo para el control de babosas y caracoles. Sin embargo, debe existir especial atención y precaución ante la utilización de este químico, ya que puede producir intoxicaciones por ingesta, a animales y seres humanos.